# Georg Heinrich Ferdinand Nesselmann
Georg Heinrich Ferdinand Nesselmann (Fürstenau, próximo a Tiegenhof, Prússia Ocidental (atualmente Kmecin, em Nowy Dwór Gdański), 14 de fevereiro de 1811 — Königsberg, 7 de janeiro de 1881) foi um orientalista, filologista com interesse em línguas bálticas e historiador da matemática alemão.
Ele sugeriu o termo "línguas bálticas".

## Obras
- Versuch einer kritischen Geschichte der Algebra, G. Reimer, Berlin 1842
- Wörterbuch der littauischen Sprache, Gebrüder Bornträger, Königsberg 1851
- Littauische Volkslieder, gesammelt, kritisch bearbeitet und metrisch übersetzt, Dümmler, Berlin 1853
- Thesaurus linguae prussicae, 1873, Reprint 1969
- Die Sprache der alten Preußen an ihren Überresten erläutert, 1845 Berlin: Reimer
- Ein deutsch-preußisches Vocabularium aus dem Anfange des 15. Jahrhunderts. In: Altpreußische Monatsschrift Bd. 4, Heft 5, Königsberg 1868